# VI (álbum)
VI es el quinto álbum de estudio de la banda estadounidense Circle Jerks, lanzado en 1987 por la discográfica Relativity Records. Es el último álbum de la banda tras un hiato de 5 años. El álbum fue relanzado y remasterizado en 2016.

## Canciones
| N.º   | Título                | Escritor(es)                             | Duración |  |
| 1.    | «Beat Me Senseless»   | Keith Clark / Greg Hetson / Keith Morris | 1:58     |  |
| 2.    | «Patty's Killing Mel» | Zander Schloss                           | 2:08     |  |
| 3.    | «Tell Me Why»         | Hetson, Morris, Schloss                  | 3:18     |  |
| 4.    | «Protection»          | Clark, Morris, Schloss                   | 1:45     |  |
| 5.    | «I'm Alive»           | Clark, Morris, Schloss                   | 2:37     |  |
| 6.    | «Status Clinger»      | Clark, Schloss                           | 2:43     |  |
| 7.    | «Living»              | Darren Lipscomb, Clark, Schloss          | 2:29     |  |
| 8.    | «American Way»        | Clark, Schloss                           | 1:44     |  |
| 9.    | «Fortunate Son»       | John Fogerty                             | 2:02     |  |
| 10.   | «Love Kills»          | Clark, Morris, Schloss                   | 2:33     |  |
| 11.   | «All Wound Up»        | Hetson, Morris, Schloss                  | 1:32     |  |
| 12.   | «I Don't»             | Hetson, Schloss                          | 2:00     |  |
| 29:23 |                       |                                          |          |  |

## Créditos y personal
- Keith Morris - Voz
- Greg Hetson - Guitarra eléctrica
- Zander Schloss - Bajo eléctrico
- Keith Clark - Batería
- Karat Faye - Productor, ingeniero
- Eddy Schreyer - Masterización
- Edward J. Repka - Diseño
- Mark Weinberg - Dirección artística
- Gary Leonard - Fotografía